# Saut en hauteur féminin aux Jeux olympiques d'été de 1928
Navigation
Los Angeles 1932
L'épreuve de saut en hauteur féminin de ces Jeux se déroule le 5 août 1928 au Stade olympique d'Amsterdam (Pays-Bas), où elle est remportée par la Canadienne Ethel Catherwood (photographie ci-contre).

## Résultats

### Finale
| Rang               | Athlète                | Pays           | Qualifications (à 1.40 m au minimum) | 1.45m                                | 1.48m                                | 1.51m                                | 1.54m                                | 1.56m                                | 1.58m                                | 1.60m                                | Finale                               |
| ------------------ | ---------------------- | -------------- | ------------------------------------ | ------------------------------------ | ------------------------------------ | ------------------------------------ | ------------------------------------ | ------------------------------------ | ------------------------------------ | ------------------------------------ | ------------------------------------ |
| Médaille d'or      | Ethel Catherwood       | Canada         | o                                    | o                                    | o                                    | o                                    | o                                    | o                                    | o                                    | xxo                                  | 1.595 m, WR                          |
| Médaille d'argent  | Lien Gisolf            | Pays-Bas       | o                                    | o                                    | o                                    | o                                    | xo                                   | xo                                   | 3 x                                  |                                      | 1.56 m                               |
| Médaille de bronze | Mildred Wiley          | États-Unis     | o                                    | o                                    | o                                    | o                                    | xo                                   | xo                                   | 3 x                                  |                                      | 1.56 m                               |
| 4                  | Jean Shiley            | États-Unis     | o                                    |                                      |                                      |                                      |                                      |                                      |                                      |                                      | 1.51 m                               |
| 5                  | Marjorie Clark         | Afrique du Sud | o                                    |                                      |                                      |                                      |                                      |                                      |                                      |                                      | 1.48 m                               |
| 6                  | Helma Notte            | Allemagne      | o                                    |                                      |                                      |                                      |                                      |                                      |                                      |                                      | 1.48 m                               |
| 7                  | Inge Braumüller        | Allemagne      | o                                    |                                      |                                      |                                      |                                      |                                      |                                      |                                      | 1.48 m                               |
| 8                  | Kay Maguire            | États-Unis     | o                                    |                                      |                                      |                                      |                                      |                                      |                                      |                                      | 1.48 m                               |
| 9                  | Marion Holley          | États-Unis     | o                                    |                                      |                                      |                                      |                                      |                                      |                                      |                                      | 1.48 m                               |
| 10                 | Léontine Stevens       | Belgique       | o                                    |                                      |                                      |                                      |                                      |                                      |                                      |                                      | 1.48 m                               |
| 11                 | Hélène Bons            | France         | o                                    |                                      |                                      |                                      |                                      |                                      |                                      |                                      | 1.45 m                               |
| 12                 | Lucienne Laudré        | France         | o                                    |                                      |                                      |                                      |                                      |                                      |                                      |                                      | 1.45 m                               |
| 13                 | Bride Adams-Ray        | Suède          | o                                    |                                      |                                      |                                      |                                      |                                      |                                      |                                      | 1.45 m                               |
| 14                 | Évelyne Cloupet        | France         | o                                    |                                      |                                      |                                      |                                      |                                      |                                      |                                      | 1.40 m                               |
| 15                 | Ann-Margret Ahlstrand  | Suède          | o                                    |                                      |                                      |                                      |                                      |                                      |                                      |                                      | 1.40 m                               |
| 16                 | Sidonie Verschueren    | Belgique       | o                                    |                                      |                                      |                                      |                                      |                                      |                                      |                                      | 1.40 m                               |
| 17                 | Elise Van Truyen       | Belgique       | o                                    |                                      |                                      |                                      |                                      |                                      |                                      |                                      | 1.40 m                               |
| 18                 | Elisabeth Bonetsmüller | Allemagne      | o                                    |                                      |                                      |                                      |                                      |                                      |                                      |                                      | 1.40 m                               |
| —                  | IJke Buisma            | Pays-Bas       | o                                    |                                      |                                      |                                      |                                      |                                      |                                      |                                      | NM                                   |
| —                  | Irina Orendi           | Roumanie       | 1.35                                 | non qualifiée pour la finale (DNS ?) | non qualifiée pour la finale (DNS ?) | non qualifiée pour la finale (DNS ?) | non qualifiée pour la finale (DNS ?) | non qualifiée pour la finale (DNS ?) | non qualifiée pour la finale (DNS ?) | non qualifiée pour la finale (DNS ?) | non qualifiée pour la finale (DNS ?) |

### Légende
Records et Performances
- AR : Record continental (area record)
- CR : Record des championnats (championship record)
- MR : Record du meeting (meet record)
- NR : Record national (national record)
- OR : Record olympique (olympic record)
- PR : Record paralympique (paralympic record)
- PB : Record personnel (personal best)
- SB : Meilleure performance personnelle de la saison (season's best)
- WL : Meilleure performance mondiale de l'année (world leader)
- WJR : Record du monde junior (world junior record)
- WR : Record du monde (world record)

Circonstances et Conditions
- DNF : N'a pas terminé (did not finish)
- DNS : N'a pas pris le départ (did not start)
- DQ : Disqualification (disqualification)
- NM : Aucun essai valable enregistré (No Mark)
- Q : Qualifié « directement » au prochain tour (ou à la prochaine compétition), lors d'une compétition majeure, grâce au classement ou à la réalisation des minima (automatic qualifier)
- q : Qualifié au prochain tour (ou à la prochaine compétition), lors d'une compétition majeure, grâce au repêchage ou à la réalisation de l'une des meilleures performances parmi celles des « non qualifiés directement » (grâce au meilleur temps ou à la meilleure distance par exemple) (secondary qualifier)